# Les Moreres (sèrie de televisió)
Les Moreres fou una telenovel·la valenciana emesa diàriament el 2007 per Canal 9, co-produïda per TVV i Zebra Producciones. Pel que fa a la seua producció, Les Moreres és la successora de l'anterior èxit de la cadena, Negocis de família, de la mateixa productora.

## Sinopsi
Els Alapont Bonet són una família humil. Rosa és una esposa, mare i filla preocupada pels seus. Una lluitadora nata que li planta cara a les vicissituds que la vida li planteja. Després d'anys de sacrifici per la familiar, amb total dedicació i una abnegació absoluta, Rosa s'adona que la seva labor com mare té uns límits imposats per la seva filla Clara, que aviat volarà del niu familiar. L'alliberament de responsabilitats que deriva d'aquesta situació, al costat d'una estabilitat econòmica pel treball del seu marit, Ximo, faran que Rosa reprengui vells projectes que va deixar aparcats pel camí. Ara se sent capaç de donar un petit gir a la seva vida i començar a estudiar i valorar nous horitzons.
Però, de sobte, el seu castell de naips s'esfondra per culpa del seu marit i pel descobriment que la seva mare està malalta en el seu poble natal. A Rosa li ha canviat tot de la nit al dia.
Per la seva banda, en la família Montaner, Julián Montaner és el patriarca que duu amb mà de ferro i pocs escrúpols “les dues empreses”: el clan familiar i el seu negoci, Joies Montaner. La seva dona Elisenda, i els seus fills Elsa i Sergio, formen el nucli familiar. Velles picabaralles, secrets, dubtes i sospites són les responsables de la deterioració familiar que sofreix la família.

## Personatges i actors[4]
- Rosa Bonet (Marta Chiner)
- Ximo Alapont (Álvaro Báquena)
- Clara Alapont (María Maroto)
- Conxeta Bonet (Empar Ferrer)
- Julián Montaner (Juli Mira)
- Elsa Montaner (María Martín)
- Elisenda Font (Fiorella Faltoyano)
- Cuca Parmentier (María Casal)